# Грбови рејона Камчатске Покрајине
Грбови рејона Камчатске Покрајине обухвата галерију грбова административних јединица руске покрајине — Камчатке, са статусом градских округа и рејона, те њихове историјске грбове (уколико их има).
Већина грбова настала је након успостављања Руске Федерације и Камчатске Покрајине, као њеног саставног субјекта.

## Грбови округа и рејона
- Грб округа 
 Петропавловск Камчатски
- Грб округа 
 Виључинск
- Грб округа 
 Палана
- 1 — Грб рејона 
 Алеутски
- 2 — Грб рејона 
 Бистрински
- 3 — Грб рејона 
 Јелизовски
- 5 — Грб рејона 
 Миљковски
- 6 — Грб рејона 
 Ољуторски
- 7 — Грб рејона 
 Пенжински
- 8 — Грб рејона 
 Собољевски
- 9 — Грб рејона 
 Тигиљски
- 10 — Грб рејона 
 Уст-Бољшеречки
- 11 — Грб рејона 
 Уст-Камчатски

## Грб Корјакије
- Грб 
 Корјачког аутономног округа